# Daphnandra micrantha
Daphnandra micrantha là một loài thực vật có hoa trong họ Atherospermataceae. Loài này được (Tul.) Benth. miêu tả khoa học đầu tiên năm 1870.